# Hippolyte Van Den Bosch
Hippolyte Van Den Bosch (Bruxelas, 30 de abril de 1926 - 1 de dezembro de 2011) foi um futebolista belga que competiu na Copa do Mundo FIFA de 1954.